# Єгорово (Кривошиїнський район)
Єго́рово (рос. Егорово) — присілок у складі Кривошиїнського району Томської області, Росія. Входить до складу Петровського сільського поселення.
Стара назва — Єгорова.

## Населення
Населення — 65 осіб (2010; 121 у 2002).
Національний склад (станом на 2002 рік):
- росіяни — 97 %